# Franz Joseph Helferich

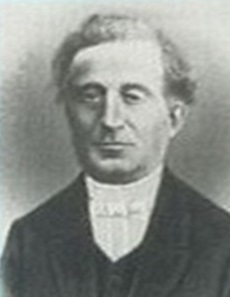
Franz Joseph Helferich

Franz Joseph Maria Helferich (* 24. April 1806 in Viernheim; † 22. Juni 1881 in Beedenkirchen) war ein deutscher römisch-katholischer Priester, der zur evangelischen Kirche konvertierte. Er gehörte als evangelischer Pfarrer zu den frühen Vertretern der Erweckungsbewegung im Großherzogtum Hessen.

## Leben
Als Sohn des Schullehrers von Viernheim besuchte Franz Joseph Helferich die dortige Elementarschule und wechselte dann auf das Bensheimer Gymnasium. 1825 immatrikulierte sich der Neunzehnjährige für das Philosophiestudium an der Universität Heidelberg, wo er unter anderem neutestamentliche und kirchengeschichtliche Veranstaltungen von Heinrich Eberhard Gottlob Paulus besuchte. Dem elterlichen Wunsch entsprechend, wechselte er nach anderthalb Jahren zum Studium der katholischen Theologie an die Universität Würzburg. Im Priesterseminar Mainz bereitete er sich 1828/1829 auf die Ordination vor. Am 23. August 1829 wurde er vom Limburger Bischof Jakob Brand zum Priester geweiht. Nachdem er in Flonheim, Mörlenbach, Fürth und Nieder-Olm als Pfarrverwalter tätig gewesen war, wurde ihm zum 18. Oktober 1832 die Verwaltung der kleinen Pfarre Holzhausen übertragen. Schwerpunkte seiner Arbeit waren Predigen und Bibelauslegung. Ende 1834 wurde die Pfarrstelle Holzhausen zur Neubesetzung ausgeschrieben. Helferich erhielt die bischöfliche Institutionsurkunde, musste sich aber auch am 19. März 1835 vor dem Ordinariat in Mainz verantworten, weil er keine Marienpredigten hielt, eine lutherische Bibelübersetzung verwendete und pietistische Erbauungsstunden hielt. Da Helferich seine Antwort nach eigener Darstellung für eine Kirchenkritik nutzte, war seine Absetzung unvermeidlich. Er zog daraufhin zunächst nach Frankfurt am Main. Auf Antrag des katholischen Kirchenvorstands wies die Frankfurter Polizeibehörde ihn jedoch aus. Helferich beantragte gemeinsam mit einer Gruppe seiner Gemeindeglieder die Aufnahme in die evangelische Kirche. Dekan Gebhard, Rodheim, nahm ihn am 24. Mai 1835 zusammen mit 46 Holzhausener Katholiken in einem Festgottesdienst auf.
Helferich wünschte, fortan als evangelischer Pfarrer zu arbeiten. Aber wegen seiner pietistischen Ausrichtung wurde ihm der Weg ins Pfarramt erschwert. Er wurde erst nach langer Wartezeit zum Staatsexamen zugelassen. Dreieinhalb Jahre wurde er als Pfarrvikar zunächst in Pfungstadt, dann in Dexheim eingesetzt, ehe er 1840 auf die Pfarrstelle Dolgesheim berufen wurde. Indem er die Blätter der Basler Mission verbreitete, trug Helferich dazu bei, dass das Interesse an der Äußeren Mission in Rheinhessen wuchs. 1854 wechselte er auf die große Pfarrstelle Mommenheim, und seine letzten Amtsjahre verbrachte er ab 1865 im einsam gelegenen Beedenkirchen im Odenwald. Bei seiner Emeritierung 1879 wurde er zum Kirchenrat ernannt. Auf dem Alten Friedhof von Beedenkirchen befindet sich sein Grab.

## Werk
Franz Joseph Helferich war ein Initiator der Erweckungsbewegung in Rheinhessen. Heinrich Steitz nennt den Pfarrer Helferich, den rheinhessischen Superintendenten Friedrich Christian Nonweiler und den Hofprediger und Prälaten Karl Zimmermann als maßgebliche Förderer des Missionsgedankens in der hessischen Pfarrerschaft. Helferich war in Rheinhessen Mitbegründer des Vereins für Äußere und Innere Mission. Als Vorstandsmitglied nahm er im September 1848 an der Versammlung für Gründung eines deutschen evangelischen Kirchenbundes in Wittenberg teil. Johann Hinrich Wichern hielt dort eine programmatische Rede, die zur Gründung des Centralausschusses für die Innere Mission der deutschen evangelischen Kirche führte. Der hessische Verein trat dem Zentralausschuss bei.
Im Jahr 1852 gründete Helferich ein Rettungshaus in Jugenheim; über das Projekt berichteten Wicherns Fliegende Blätter aus dem Rauhen Hause. Das Rettungshaus wurde 1932 von der Nieder-Ramstädter Diakonie übernommen und als Wohnheim für Menschen mit Behinderung genutzt. Es erhielt später den Namen Franz-Josef-Helferich-Haus und wird heute als Wohnverbund Jugenheim bezeichnet.

## Familie
Franz Joseph Helferich heiratete am 9. Juni 1840 in Dolgesheim Maria Louise Caesar (1812–1854), eine verwaiste Tochter des Neuwieder Hofrats Caesar. Die Eheleute hatten acht Kinder. Der Witwer heiratete am 8. November 1855 in Mommenheim Sophie Beytenmüller; aus dieser Ehe stammen vier weitere Kinder. Ein Enkel Franz Joseph Helferichs war der Stuttgarter Oberbürgermeister Arnulf Klett (1905–1974).

## Veröffentlichungen
- Christliches Glaubensbekenntniss des Helferich als Rechtfertigung seines Übertritts von der römisch-katholischen zur evangelisch-protestantischen Kirche. Bindernagel, Friedberg/Wetterau 1835. (Digitalisat)
- Religiöse Abend-Unterhaltungen zwischen mir und einem meiner katholischen Freunde. Mit einiger Rücksichtnahme auf die bei Kirchheim, Schott und Thielmann in Mainz erschienene Flugschrift, betitelt: Urkundliche Darstellung der kirchlichen und pietistischen Umtriebe. Offenbach 1836.
- Die Kindertaufe. Eine offenherzige Ansprache an die Mennoniten Deutschlands von einem Freunde des Hinankommens zu einerlei Glaube und Erkenntniß des Sohnes Gottes, Pfarrer Helferich zu Beedenkirchen, Großherzogthum Hessen. Zum Besten des Rettungshauses zu Jugenheim, Kreises Bingen. Mainz 1865.